# 11770 Rudominkowski
11770 Rudominkowski este un asteroid din centura principală de asteroizi.

## Descriere
11770 Rudominkowski este un asteroid din centura principală de asteroizi. A fost descoperit pe 30 septembrie 1973 la Observatorul Palomar de Cornelis Johannes van Houten, Ingrid van Houten-Groeneveld și Tom Gehrels. Asteroidul prezintă o orbită caracterizată de o semiaxă mare de 3,18 ua, o excentricitate de 0,13 și o înclinație de 3,5° în raport cu ecliptica.